# キタラ

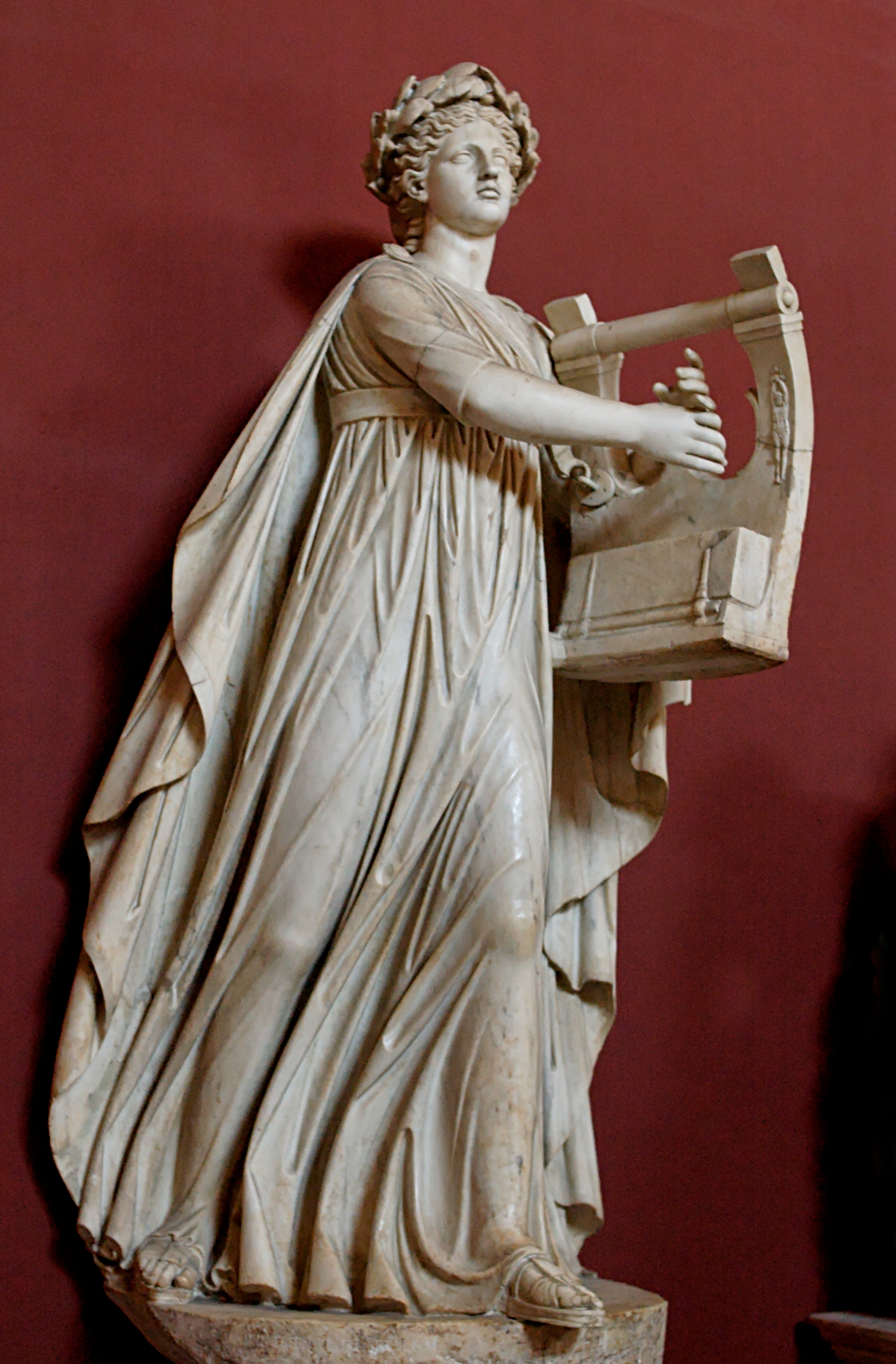
キタラを持つアポローン

キタラ（古希: κιθάρα, kitharā）は、ツィターなどの系列にある古代ギリシアの弦楽器である。キタラーとも。ラテン語では「cithara」と綴られ、キタラまたは中世以降はチタラと発音される。近代ギリシア語では本来の意味を失って、ギターを意味する言葉になっている。

## 概説
キタラは 7弦のリラ（λυρα）が職業用に変化したものである。民衆楽器として使われたより単純な「リラ」とは違って、キタラは主として演奏専門の楽人が使用した（キタロードス、kitharoidos、kitharode を参照）。バルビトス（en:barbitos）という楽器もあり、低音専門のキタラの一種で、東エーゲ海や古代小アジアでは一般に使われていた。

### 構造
キタラは、等幅の肋材または側面板で繋がれた、平面状または僅かに湾曲のある二枚の共鳴飾板からなる、厚みのある木製の共鳴箱（EN）を備えていた。上部において、弦は調音横棒（ズュゴン、zugon ）の周りか、棒の上で糸通しされた環に結びつけられていた。あるいは、ペグの周りに巻き付けられていた。弦の他方の端は、平たいブリッジを通り越した後、緒止め板にしっかり固定されていた。ブリッジと緒止め板が一体になっている場合もあった。

### 演奏
キタラは、右手に持った堅いプレクトラム（爪、Plectrum）で演奏した。右腕の肱は外に延ばし、掌は内側に曲げ、一方、演奏外の音の弦は左手の指をまっすぐに伸ばして消音した。
キタラは主として、舞踊や、叙事詩の朗誦、吟唱詩（ラプソディ）、頌歌（オーデー）、また抒情歌に伴奏して演奏した。キタラはまた、歓迎会や宴会、国の公的競技、そして技量の試験などにおいてはソロで奏でられた。